# Chính sách thị thực của Saint Kitts và Nevis

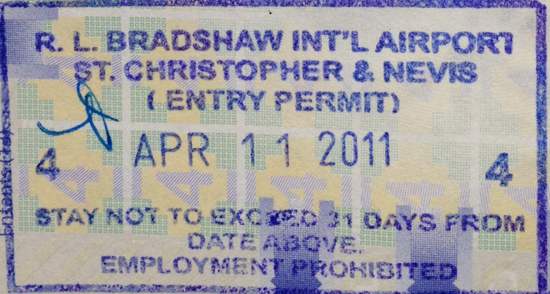
Dấu nhập cảnh Saint Kitts và Nevis

Du khách đến Saint Kitts và Nevis phải xin thị thực trừ khi họ đến từ một trong 103 quốc gia được miễn thị thực.
Hành khách trên tàu khách du lịch có thể đến Saint Kitts và Nevis lên đến 24 giờ mà không cần xin thị thực.

## Bản đồ chính sách thị thực

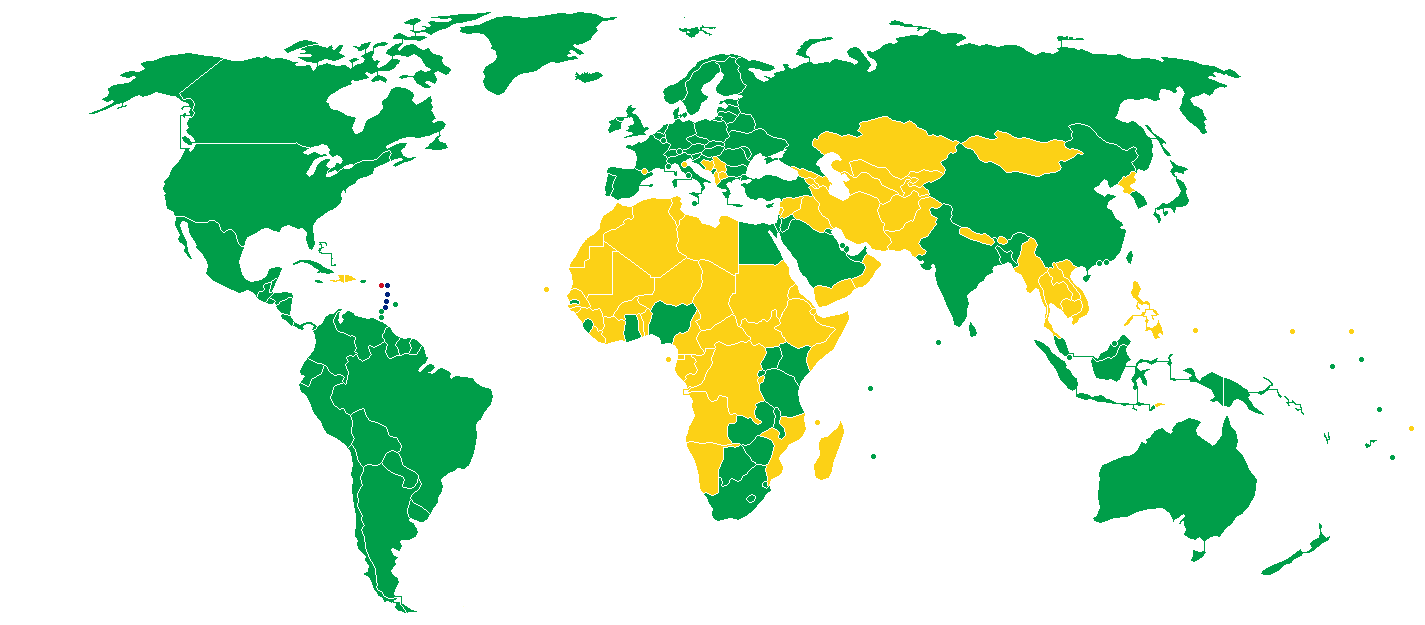
Chính sách thị thực Saint Kitts và Nevis

## Miễn thị thực
Công dân của các quốc gia và vùng lãnh thổ sau có thể đến Saint Kitts và Nevis du lịch mà không cần thị thực lên đến 3 tháng (trừ khi được chú thích):
| - Tất cả công dân Liên minh Châu Âu1 - Antigua và Barbuda2 - Argentina - Úc - Bahamas2 - Bahrain - Bangladesh - Barbados2 - Belize2 - Bolivia - Botswana - Brazil - Brunei - Canada2 - Chile - Trung Quốc - Colombia - Costa Rica - Cuba4 - Dominica2 - Ecuador - Ai Cập - El Salvador - Fiji - Gambia - Ghana - Grenada2 - Guatemala - Guyana2 - Honduras - Hồng Kông | - Iceland - Ấn Độ - Israel - Jamaica2 - Nhật Bản - Jordan - Kenya - Kiribati - Kuwait - Ả Rập Xê Út - Hàn Quốc - Kuwait - Lesotho - Liechtenstein - Macao3 - Malawi - Malaysia - Maldives - Malta - Mauritius - Mexico - Monaco - Nauru - New Zealand - Nicaragua - Nigeria - Na Uy - Panama - Papua New Guinea - Paraguay - Peru | - Qatar - Nga - Ả Rập Xê Út - Seychelles - Sierra Leone - Singapore - Quần đảo Solomon - Nam Phi - Sri Lanka - Saint Lucia2 - Saint Vincent và Grenadines2 - Suriname2 - Swaziland - Thụy Sĩ - Đài Loan - Tanzania - Tonga - Trinidad và Tobago2 - Thổ Nhĩ Kỳ - Tuvalu - Uganda - Ukraina - Các Tiểu vương quốc Ả Rập Thống nhất - Hoa Kỳ2 - Uruguay - Vanuatu - Thành Vatican - Venezuela - Zambia - Zimbabwe |  |

1 — lên đến 6 tháng đối với hộ chiếu Công dân Anh tại Montserrat, 3 với hộ chiếu Công dân Anh và những nơi khác.

2 — lên đến 6 tháng.

3 — lên đến 1 tháng.

4 — lên đến 27 ngày.
Người sở hữu hộ chiếu ngoại giao hoặc công vụ của  Haiti và người sở hữu hộ chiếu phổ thông đi công tác không cần thị thực để đến Saint Kitts và Nevis lên đến 6 tháng.
Thỏa thuận miễn thị thực với hộ chiếu ngoại giao và công vụ được ký với Indonesia nhưng chưa được thông qua.

## Thị thực điện tử
Du khách đến từ những quốc gia cần xin thị thực đến Saint Kitts và Nevis có thể xin thị thực điện tử trực tuyến. Với một bản phê chuẩn được in ra họ sẽ được cấp thị thực tại cửa khẩu bởi Cơ quan Xuất nhập cảnh với phí 100 USD. Thời gian ở lại tối đa là 30 ngày.